# 草の根BBS
草の根BBS（くさのねビービーエス）とは、パソコン通信のうち主に個人やグループが運営していた全国規模ではない小規模なものをいう。多くがTTY無手順接続方式を採用し、BBS（Bulletin Board System）を中心としたサービスが行われた。無料で運営されることが多く、1980年代後半から1990年代前半頃が最盛期であった。「草の根ネット」または「ローカルBBS」とも言う。

## 興隆と衰退
1985年4月1日に電電公社が民営化され、電話回線が電話以外に開放されるようになると、早くから個人でパソコン通信のホストを開局する者が現れていた。後に商用のパソコン通信サービスとして、ニフティサーブやPC-VANといった大手が何十万人もの会員を擁して隆盛を誇ったが、趣味の範囲内で運営されていた草の根BBSは商用パソコン通信と競合することなく、独自の発展を遂げた。中でも、東京BBS、ナツメネットなどは草の根と呼ぶには規模が大きかった。
電波新聞社発行の『BBS電話帳』には、1987年版で約300局、1990年版には約800局の草の根BBSが掲載されている。なお、この数は一般公開されたホストのみで、仲間内のみの草の根BBSは掲載されていない。1994年には日本全国でパソコン通信のホスト局は2,416局あるという調査結果をニューメディア開発協会が発表した。
しかし、遠距離からのアクセスには電話代がかさむことや、草の根BBSは個々の局だけで閉じた存在だったこともあり、インターネットダイヤルアップ接続環境が整備され始めた1995年頃から、次第にウェブページ上のBBSに移行し始め、文字ベースの掲示板を残したBBSもtelnet接続によるものに移行していった。
2000年以降、FTTHやADSL等のインターネットへの常時接続が急速に普及し始めてからは、パソコン通信の運営・利用はほぼ完全に終息した。2018年時点で存続するホスト局は5局程度にとどまるとされる。

## 特徴
基本的に大手パソコン通信と異なり、接続料は無料であり、電話代だけで利用することができた。大手パソコン通信は接続のためのアクセスポイントが全国に設置され、日本全国に利用者がいるのに対して、草の根BBSはアクセスポイントがホスト設置場所のみであり、地域への密着度が強く、ローカル色の濃さが特色だった。1988年に個人向けのVANサービスのTri-PやTYMPASが登場したが、契約する草の根BBSはほとんどなく、事情に変化はなかった。
大手のパソコン通信に飽き足らなくなった人の中には、自分で自由に掲示板の構成を決められることに魅力を感じて、自分で草の根BBSの運営を行なうようになった人もいる。また、草の根BBSの中には、個人の趣味でなく、電器店、パソコンショップ、ソフト開発会社が、宣伝やサポートを兼ねたり、純然たるサービスとして運営を行なうケースもあった。
大手の商用パソコン通信と比較して、モデムの高速化に積極的だったのも草の根BBSの特徴の一つだった。

## 機材
草の根BBSを開設するには、着信用電話回線とモデムを用意し、パソコンにホストプログラムをインストールする。そして、モデムを着信用に設定してホストプログラムを立ち上げれば準備OKである。これでクライアントからモデムで接続できる状態になる。パソコン通信ができれば、特別な機材を新たに導入することなく、ホストを立ち上げることが可能でハードルが低いと言えた。
ホストに使われるパソコンはNECのPC-9800シリーズが一般的であったが、MSXやFM-7といった8ビットパソコンからX68000まで、ほとんどのパソコンでホストプログラムは存在していた。ホストプログラムは無料で入手できるフリーウェアから商用のものまであり、PC-9800シリーズ向けには、WWIV、BIG-Model、mmm、KT-BBS、VSといったものが有名でよく使われた。ホストプログラムによって操作方法が異なり、ユーザーはプログラムごとに習熟が必要だった。

## 機能
草の根BBSで提供されていたのは、主に名前のとおりの掲示板機能で、ここで様々な情報が交換されていた。ファイルライブラリ機能は、バイナリファイルの転送が可能で、主にフリーウェアなどのプログラムや画像や音楽などデータのやり取りに使われた。メールはその草の根BBS会員同士でのみ交換され、一部の例外を除いて外部の草の根BBSや商用パソコン通信の会員とはメールのやり取りは不可能であった。チャット機能もあったが、回線が一つしかない草の根BBSでは会員同士のチャットは不可能で、ホスト管理者（SYSOP）と接続して来た会員の間でチャットが行なわれた。他にも人工無能やおみくじ、ゲームなどホストプログラムによってさまざまな機能が存在した。

## 運営
多くの場合、会員制が採用されており、ゲスト会員は一部の掲示板のみしか閲覧できない等の制限があった。会員登録はほとんどがオンラインサインアップだが、中には郵便による住所確認が必要な場合もあった。
大手パソコン通信は各地にアクセスポイントを設けて、同時に何人もの会員が接続できたが、草の根BBSは電話回線1本であることも多く、1回線の場合、1人の会員がホストに接続していると他の会員はその間は接続不可能であったため、長時間の接続は控えるのがマナーとなっていた。
複数のユーザーが同時に接続するには、電話回線を複数契約する必要があり、複数回線ある草の根BBSは企業がバックについていたり、有料であったりしたところが多かった。1988年頃の『BBS電話帳』によれば、約4割の草の根BBSが複数回線で運営されていた。
草の根BBSの主なコンテンツはBBSへの書き込みやファイルライブラリなどユーザーからの提供に依存していること、回線数に制限があり、夜間になると人気がある草の根BBSでは、接続しようとしても話し中で繋がらないこともしばしばだったこと。こうした事情から、DOMと呼ばれるダウンロード・オンリー・メンバー、つまり書き込みをせずファイルをダウンロードばかりしている会員やチャットを長時間行なう会員は、無料で利用させてもらいながら有用な情報提供を行わず、ギブ・アンド・テイクの精神に欠けるとして批判の対象となることが多かった。ROMと呼ばれたリード・オンリー・メンバー、すなわち掲示板を読むだけで、書き込みをして参加しようとしない会員も歓迎されなかったようである。チャット、ダウンロード、リードオンリーを合わせて、回線占有の弊害としてCDROM問題と呼称される事もあった。
このように運営者が契約している電話回線の数によって、同時接続できるユーザー数が限られるパソコン通信の特徴のため、単回線、複数回線に関わらず、ほとんどの局は1度にアクセスできる接続時間が設定されていた。例えば30分に設定されていれば、ユーザーがログアウトしなくても、30分を過ぎればホストの側から自動的に接続を切られる。
それぞれの草の根BBSには、それぞれの個性があり、マニアックな分野で固有の濃い話題が展開されていた草の根BBSには地域の壁を越えて、高い遠距離電話代を支払っても参加する会員も多く、中には自分で機材を用意して各地方で「支局」を立ち上げるメンバーもあった。しかし、一般にはホスト設置場所と同一市区内の会員が多く、実際の友人同士が草の根BBSを使用して内輪の交流に使うこともあった。
また、全国に会員がちらばる大手商用BBSとは異なり、ローカルBBSの異名があるように会員は基本的に近隣の住民のため、オフラインミーティングと呼ばれる会合を設けて会員同士が「実際に」会って親睦を深めることもあった。上記のような「マニアック」なBBSでは、全国からメンバーが集うこともあり、コミックマーケットのような全国から人が集まる大規模イベントに乗じて開催されることが多かった。

## 相互の連携
話題の共通する草の根BBS間では、掲示板の内容やメールを相互に交換する試みが行われていた。同一もしくは隣接区域間では電話回線を用いた一定間隔でのデータ転送、遠隔地間ではフロッピーディスク郵送やパケット通信、あるいは地方アクセスポイントを持つ大手パソコン通信の掲示板やメールあるいはチャット（暗号化したうえishを用いるなど）等を用いての転送を試みていたグループがあったが、通信手段・費用およびデータ同期の問題などから実験の域を出なかった。
1986年に北海道の6つの草の根BBSの間で週に1度、フロッピーディスクで書き込みを交換して、共有掲示板を運営するという北海道インターネット（HINT）は1989年まで継続した。
世界の草の根BBSを接続するネットワークとして使われていたFidoNetは、日本では帝塚山マイコンクラブを始め、いくつかのグループの間で数ヶ月の実験として行なわれたが、そのまま実験で終わり、普及することなく終わった。
その他にホストプログラムにWWIVを使った一部の草の根BBSが接続され、メール交換や掲示板の共有が行なわれた例があった。

## 開局告知
開局した草の根BBSを告知をしたいときは、既存の草の根BBSで宣伝したり、パソコン通信の専門誌やパソコン雑誌にコーナーとして設けられた草の根BBS開局を知らせるページを利用したり、電波新聞社から定期刊行されていた全国の草の根BBSを網羅した『BBS電話帳』に載せてもらうなどの方法があった。

## 現在
前述のように、1990年代後半以降、閉鎖したものやパソコン通信ベースからインターネットのウェブサイトベースへ移行したものが多いことから、運営情報を総括的に把握することは、現在は困難になってきている。
ウェブブラウザを備えないワープロ専用機のユーザや視覚障害者、文字通信の愛好者に向け、パソコン通信ベースで運営しているごく一部の草の根BBSもあるものの、過去に発行されたBBS電話帳などに記載された電話番号は、ほぼ全てが既に解約されていたり、他の契約者が別の用途に使用している。

## 主な草の根ネット

### 現在稼働中のネット
- はんぞーBBS(接続方法解説ページ) KTBBSを利用。（SSH経由は接続方法解説ページ参照）

　(telnet: bbs.hanzou.jp:11123)ダイヤルアップ接続対応。
- 西和ネット(telnet: jp3tlc.com)特定の時間帯のみダイヤルアップ接続対応。
- ういるすネット(MTBBSサポートネット)(telnet: 211.133.151.119)
- WhiteWing(telnet: bbs.whitewing.gr.jp)
- コミュニテックス(telnet: www.maruo.co.jp)
- BBS-Parsley(BBSパセリ)ダイヤルアップ接続対応。(2025年2月現在、ホストPCクラッシュのため閉局中)
- WANI-NET(telnet: wani.net)(2025年2月現在、ホストへのアクセス不可。原因は不明)

### 著名なネット
- 東京BBS
- 東京がらくた工房
- AFH-NETwork東京
- ゆいネット
- センターネット
- MIYA-NET
- けやきTDUネット - 東京電機大学（埼玉県鳩山町）が運営。
- Zob Station BBS
- 本庄ネット - モデム回線は2008年12月で廃止、2011年3月には無計画停電に負けて自宅サーバーを停止、レンタルサーバーに移管してホームページのみ再開。
- Mapletown Network - 1986年よりスタートしたアニメ専門BBS。2017年現在は、webで過去ログのみ参照可能。

## 参考資料
- 小口寛『パソコン通信開拓者伝説-日本のネットワークを作った男たち』小学館、1998年
- クーロン黒沢『マイコン少年さわやか漂流記』ソシム、2003年
- ばるぼら『教科書には載らないニッポンのインターネットの歴史教科書』翔泳社、2005年
- ぺけろく教 - 1980年代後半から1990年代前半にかけて運営されていたBBSのログが保存されている。